# Steinwitz (Altenburg)
Steinwitz ist eine Ortslage der Skat- und Residenzstadt Altenburg in Ostthüringen, die direkt von dieser verwaltet wird. Der Weiler mit seinen rund 40 Einwohnern zählt zu den kleinsten Orten des Landkreises Altenburger Land.

## Geographie
Der Weiler Steinwitz liegt im Tal des Deutschen Baches, es grenzt Ackerland der Altenburger Güte an. Der Ort liegt ungefähr 3 km westlich des Altenburger Stadtzentrums und 650 m von der Agglomeration der Stadt entfernt, dort befindet sich der Stadtteil Drescha. Weitere angrenzende Orte sind im Norden Oberlödla, im Süden Kosma und im Westen Lossen.

## Geschichte
Am 24. September 1210 wurde der Weiler erstmals urkundlich als Steinewiz erwähnt. Der Ortsname ist sorbischen Ursprunges und lässt sich mit junges Tier oder junger Hund vom Wort ščene herleiten. Steinwitz gehörte im 13. Jahrhundert dem Ritter Andreas von Lysau, dem von seinen Lehnsherren, den Burggrafen von Altenburg, der Besitz entrissen und an das Bergerkloster zu Altenburg gegeben wurde. Später gehörte der Ort zum wettinischen Amt Altenburg, welches ab dem 16. Jahrhundert aufgrund mehrerer Teilungen im Lauf seines Bestehens unter der Hoheit folgender Ernestinischer Herzogtümer stand: Herzogtum Sachsen (1554 bis 1572), Herzogtum Sachsen-Weimar (1572 bis 1603), Herzogtum Sachsen-Altenburg (1603 bis 1672), Herzogtum Sachsen-Gotha-Altenburg (1672 bis 1826). Bei der Neuordnung der Ernestinischen Herzogtümer im Jahr 1826 kam der Ort wiederum zum Herzogtum Sachsen-Altenburg. Nach der Verwaltungsreform im Herzogtum gehörte Steinwitz bezüglich der Verwaltung zum Ostkreis (bis 1900) bzw. zum Landratsamt Altenburg (ab 1900). Das Dorf gehörte ab 1918 zum Freistaat Sachsen-Altenburg, der 1920 im Land Thüringen aufging. Seit 1922 lag Steinwitz im Landkreis Altenburg.
Der Ort wird von einem großen Vierseithof aus dem 18. Jahrhundert dominiert. In diesem war zu DDR-Zeiten die Schweinezuchtstation der LPG Klement Gottwald untergebracht, Klement Gottwald war ein tschechoslowakischer Kommunist. Steinwitz wurde am 1. August 1936 nach Lossen eingegliedert, welches wiederum am 1. Juli 1950 auf Landtagsbeschluss in die Gemeinde Göhren eingemeindet wurde. Am gleichen Tag verlor Altenburg den Status einer kreisfreien Stadt. Am 4. Januar 1953 wurde Steinwitz nach Altenburg umgegliedert. Somit gehörte der Ort als Stadtteil von Altenburg zum Kreis Altenburg im Bezirk Leipzig; jener gehörte seit 1990 als Landkreis Altenburg zu Thüringen und ging 1994 im Landkreis Altenburger Land auf.

## Infrastruktur
Die Kreisstraße 551 verläuft durch den Weiler und bindet ihn an die Kreisstadt Altenburg und die L 1362 (Altenburg-Gera) an. Von letzterer zweigt die L 2171 durch Kosma zur B 7 (Altenburg-Erfurt) in 4 km Entfernung ab. Diese verbindet sich dann mit der B 93 (Leipzig-Zwickau) und der B 180 (Zeitz-Waldenburg) auf der Altenburger Ortsumgehung.